# Sagunt (ciutat antiga)
Sagúntum (en llatí: Saguntum, també Saguntus; grec antic: Ζάκανθα, més tard també Σάγουντον), coneguda també pel seu nom ibèric Arse (en ibèric ) fou una ciutat dels edetans a la Tarraconense, que es correspon amb l'actual Sagunt. És famosa per la seva participació en les guerres púniques. Llevat del teatre, les restes romanes són poc importants: restes d'un temple al convent de la Trinitat, algunes inscripcions, un tros de muralla, un mosaic...
La ciutat fou famosa per ser l'origen de la Segona Guerra Púnica. Era aliada romana i fou assetjada pels cartaginesos dirigits per Hanníbal que, després de vèncer una desesperada resistència, la van ocupar el 218 aC i tots els homes foren executats. El 210 aC, els romans la van recuperar i la van trobar destruïda (els cartaginesos la utilitzaven per a guardar els ostatges), i la van restaurar i esdevingué una colònia romana.

## Noms
Sagunt fou una ciutat amb doble nomenclatura: ja de bon principi apareix coneguda amb els noms d'Arse i Sagunt.
Arse és un nom conegut exclusivament per l'epigrafia: és el nom que apareix en nombroses monedes del segle iv aC al segle i aC i sempre en alfabet ibèric. En canvi, no apareix mai documentat en els textos antics; solament Claudi Ptolemeu esmenta una població de nom Ἄρσι (Ársi), però podria no correspondre's amb Sagunt, atès que Ptolemeu ja esmenta Sagunt pel nom de Σάγουντον (Ságunton), ans fer referència a una altra ciutat de nom semblant.
Per la seva banda, Sagunt apareix testimoniat en altres monedes a partir de final del segle ii aC, sempre en alfabet llatí, i també en les fonts escrites. D'una banda, els grecs (Polibi, Apià, Diodor de Sicília) l'anomenaren Ζάκανθα (Zákantha) i, ocasionalment, Ζάκυνθος (Zákynthos), assimilant-la al nom de l'illa de Zacint. Sembla que d'aquesta forma s'adaptà la versió romana Saguntum, documentada en múltiples autors, i, al seu torn, aquesta forma també fou adaptada per autors grecs més tardans (Estrabó, Claudi Ptolemeu, Plutarc) que l'anomenen Σάγουντον (Ságunton). Addicionalment, la carta comercial d'Empòrion, una carta en plom del segle v aC, esmenta una població de nom Σαιγάνθη (Saigánthe), que en general es considera una adaptació arcaica al grec del nom de la mateixa ciutat.
Segons una interpretació d'aquesta dualitat toponímica, el nom de l'oppidum ibèric, situat sota el Castell i destruït amb el setge a final del segle iii aC, seria Arse. Per la seva banda, Sagunt/Zákantha seria el nom del port, al qual faria referència la carta comercial d'Empòrion. Saigánthe seria una transliteració al grec del nom ibèric del port, que més tard s'adaptaria al grec amb la forma Zákantha i, per la semblança fonètica amb el nom de l'illa, apareixeria la variant Zákynthos, a partir de la qual es formaria la forma llatina Saguntum. El nom del port i la semblança que tenia a oïdes dels grecs i els romans amb l'illa de Zacint permetia als arsetans d'atribuir-se un origen mitològic grec i, per tant, de promocionar-se com a poble civilitzat en el mercat grecoromà. Per aquest motiu, els mateixos indígenes haurien promogut l'ús del nom de Sagunt per referir-se a tota la comunitat política de cara al públic itàlic, i a la vegada reservat el d'Arse pels usos interns i en llengua ibèrica. La creació del mite dels zacintis com a fundadors de Sagunt seria, doncs, atribuïble a aquest mateix fenomen.

## Mite fundacional
Arse fou un oppidum ibèric situat sota l'actual Castell de Sagunt l'origen del qual es pot situar al segle iv aC, segons la investigació arqueològica. No obstant això, a l'antiguitat circularen diversos mites que explicaven la fundació de la ciutat i que l'atribuïen a diversos pobles d'Itàlia i Grècia. Aquestes versions han estat refutades per l'arqueologia i la historiografia moderna, atès que no hi ha senyals de poblament no ibèric fins a la romanització, però tengueren gran popularitat entre els historiadors i poetes de l'antiguitat. Segurament foren els mateixos saguntins els que promogueren aquests mites, per acostar-se als seus nous socis romans quan començaren a establir contactes comercials.
Sagunt, doncs, era considerat una fundació dels zacintis, una illa de la Mar Jònica. Així ho recullen autors com Estrabó i Apià. Titus Livi, Sili Itàlic i Plini el Vell, historiador, poeta i naturalista respectivament, són els tres autors que en donen més detalls.

### La versió de Livi
Titus Livi és un dels grans historiadors romans, qui escrigué sota la protecció d'August. En el seu llibre XXI, en el qual comença a narrar els fets de la Segona Guerra Púnica (que s'allarguen fins al llibre XXX), explica el Setge de Sagunt, i, abans, presenta la ciutat de Sagunt amb aquestes paraules:
| «                                     | Aquesta ciutat era, de molt, la més poderosa dellà de l'Ebre, a ben bé una milla de la mar. Diuen que els seus pobladors provenen de l'illa de Zacint, mesclats amb l'estirp dels rútuls d'Àrdea. En poc temps el seu poder va créixer tant, en part pels beneficis que obtenien per terra i per mar, en part pel creixement de població, i en part per la seva integritat política que els duia a practicar una gran lleialtat amb els aliats, que justament aquesta mateixa integritat els portà a la seva perdició. | » |
| — Titus Livi, Ab Urbe Condita, XXI 7. | |   |

Livi és el primer que introdueix el component d'Àrdea entre els fundadors de Sagunt.

### La versió de Sili Itàlic
Sili Itàlic fou un poeta del segle i dC que escrigué un poema èpic en desset cants, de nom Punica, que narra els fets de la Segona Guerra Púnica. Al primer cant parla de la fundació de Sagunt:
| «                                 | Haud procul Herculei tollunt se litore muri, clementer crescente iugo, quis nobile nomen conditus excelso sacrauit colle Zacynthos. hic comes Alcidae remeabat in agmine Thebas Geryone extincto caeloque ea facta ferebat. tris animas namque id monstrum, tris corpore dextras armarat ternaque caput ceruice gerebat. haud alium uidit tellus, cui ponere finem non posset mors una uiro, duraeque sorores tertia bis rupto torquerent stamina filo. hinc spolia ostentabat ouans captiuaque uictor armenta ad fontis medio feruore uocabat, cum tumidas fauces accensis sole uenenis calcatus rupit letali uulnere serpens Inachiumque uirum terris prostrauit Hiberis. mox profugi ducente Noto aduertere coloni, insula quos genuit Graio circumflua ponto et, quae auxit quondam Laertia regna, Zacynthos. firmauit tenues ortus mox Daunia pubes sedis inops, misit largo quam diues alumno magnanimis regnata uiris, nunc Ardea nomen. libertas populis pacto seruata decusque maiorum, et Poenis urbi imperitare negatum. | No lluny de la mar s'alcen uns murs herculis, dalt d'un cim que puja suau; el seu noble nom és dedicat a Zacint, enterrat en un puig elevat. Aquest company de l'Alcida tornava amb l'exèrcit cap a Tebes després de matar Geríon, i proclamava les gestes al cel. Aquest monstre, amb tres vides, amb tres braços en un sol cos havia estat engendrat, i portava un cap en cadascun dels seus tres colls. La terra no havia vist mai ningú altre al qual una sola mort no pogués anihilar, car les germanes cruels filaven un tercer fil quan ja se n'havien trencat dos. [Zacint] en mostrava les despulles tot gojós, i, vencedor, menava a migdia el ramat capturat cap a la font, quan la gola inflada de verí d'una serp que havia trepitjat li va causar una ferida letal i va abatre el fill d'Ínac en terra ibèrica. Més tard hi anaren colons exilats portats pel vent fills de l'illa banyada per la Mar Jònica i que havia fet part del regne de Laertes: Zacint. Posteriorment va reforçar aquest origen modest uns joves daunis desposseïts de terres; els enviava una terra rica en fills generosos, regnada per homes magnànims: ara porta el nom d'Àrdea. La llibertat d'aquest poble fou preservada amb un pacte i per la glòria dels seus avantpassats, i als púnics els fou denegat de manar a la ciutat. | » |
| — Sili Itàlic, Punica, I 273-295. | | |   |

Sili Itàlic segueix Titus Livi pel que fa al component mixt de zacintis i ardeates, però hi afegeix la història de Zacint, company d'Hèrcules, aprofitant la gran popularitat que tenien els mites entorn d'aquest segon a tot l'occident mediterrani.

### La versió de Plini
Plini el Vell fou un naturalista del segle i dC que escrigué una gran obra (la Història Natural) geogràfica, etnogràfica i naturalista. En el llibre XVI, on parla de plantes, ofereix una notícia interessant sobre el temple de Diana de Sagunt:
| «                                             | A més, a Sagunt, a Hispània, hi ha un temple dedicat a Diana portat de Zacint pels fundadors de la població dos-cents anys abans de la captura de Troia, segons que diu Bocus. Hanníbal, mogut per un sentiment de pietat religiosa, el va respectar, i encara el preserven a la part baixa de la ciutat, amb les bigues de ginebre que encara resisteixen. | » |
| — Plini el Vell, Naturalis Historia, XVI 216. | |   |

Plini, doncs, aporta dues dades. La primera, la tradició que Sagunt fou fundada pels zacintis dos-cents anys abans de la caiguda de Troia. Si es pren per aquest fet la datació que en féu Eratòstenes, l'any 1184 aC, llavors Sagunt hauria estat fundada cap al 984 aC, una data molt més reculada del que afirmen les proves arqueològiques, que indiquen el segle iv aC. Per altra banda, Plini ens informa sobre una altra llegenda fundacional, la del temple de Diana, que hauria estat transportat de Zacint en el moment de la fundació.

## Història
El primitiu oppidum ibèric era situat sota el Castell, però no se'n conserven restes atesa la destrucció i posterior reconstrucció de la població entorn del 200 aC. Tot i així, a començament del segle iv aC ja batia moneda, i el port de la ciutat, situat sota l'actual Port de Sagunt, remunta la seva activitat comercial com a mínim al segle vi aC, i demostra transaccions a gran escala amb grecs (principalment foceus massaliotes i emporitans) i fenicis i un context multicultural. Tot i així, no hi ha construccions ni estructures que demostrin un establiment grec o fenici, de manera que la suposada colònia grega dels zacintis roman encara com a mite. Així doncs, la ciutat d'Arse, per mitjà del seu port, va tenir un paper important en el forjament de la cultura ibera.
Sagunt era una ciutat pròspera, gràcies al seu comerç per mitjà del port però també per la fertilitat de les seves terres. Per això cridà l'atenció de les principals potències, i així patí un setge que suposà el començament de la Segona Guerra Púnica el 218 aC. A l'antiguitat el setge fou un esdeveniment molt recordat entre poetes i historiadors, els quals expliquen que la resistència local fou aferrissada, i una vegada caiguda els cartaginesos mataren tots els homes adults. Vuit anys més tard, amb el suport i la promoció dels romans, hom reconstruí la ciutat. Aquesta reconstrucció comportà la conversió de l'antic oppidum ibèric en un espai monumental de caràcter cívic i religiós, del qual es coneixen les noves murades, de caràcter monumental, i un temple de tipologia romana. No obstant aquesta promoció romana, no sembla que s'incorporàs un contingent poblacional romà, perquè les inscripcions en llatí que s'han trobat del segle ii aC són testimonials, en comparació amb les que estan en llengua ibèrica. Així doncs, aquesta romanització incipient es deuria als contactes amb Roma, que s'intensifiquen molt en aquest segle, i al desig de les elits locals per acostar-se al poder romà. El port també patí grans transformacions després de la incorporació al món romà, per tal d'oferir una estructura adient als nous contactes entre Roma i Sagunt. S'incorporà com a ciutat federada dins de la Hispània Citerior, i mantengué aquest estatus fins al 56 aC, quan esdevengué colònia. Cap al tombant de segle tornà a canviar d'estatus, i esdevengué en municipium.
Sagunt era famosa per les seves copes de terrissa (calices Saguntini) i per les figues conrades en el seu territori.